# Sottens
Sottens est une ancienne commune et localité suisse du canton de Vaud, située sur le territoire de Jorat-Menthue.

## Toponymie
Sottens est un toponyme d'origine burgonde. Comme beaucoup d'autres villages vaudois, la finale en -ens provient d'une désinence -ingen très courante. Sottens viendrait de *Sauthingos « chez les Sautingi », dans lequel on retrouve -ingen et le radical *Sota, une forme vernaculaire du nom de personne burgonde *Sauthaharius.

## Histoire
Sottens fut mentionné en 1147 sous le nom de Sotens. Un tumulus fut découvert à Molard et des sépultures du haut Moyen Âge à La Moranche. Au XIIIe siècle, les donzels de Sottens apparaissaient dans l'entourage des comtes de Savoie. Le territoire de Sottens était constitué de sept fiefs. Celui de Jacob de Glane, bourgeois de Moudon, et celui des Blonay, tous deux passés aux Loys, furent cédés à Berne qui récupéra progressivement le fief de Thomas Lucens, de Moudon, et les trois autres ayant appartenu à diverses communautés ecclésiastiques ; le dernier fief fut vendu à Berne en 1723 par l'hoirie de Samuel de Praroman. Sottens faisait partie du Bailliage bernois de Moudon de 1536 à 1798 puis du district de Moudon de 1798 à 2006.
La chapelle de Sottens, mentionnée en 1312 comme filiale de Chapelle-sur-Moudon, fut désaffectée à la Réforme et le village rattaché à la paroisse de Saint-Cierges. L'émetteur national de Sottens diffusa la Radio suisse romande (1931-1994) et la Radio suisse internationale (1972-2004). Il a cessé toute activité le 5 décembre 2010. Le village connaît un développement résidentiel.
Le 1er juillet 2011, Sottens a fusionné avec les communes de Montaubion-Chardonney, Peney-le-Jorat, Villars-Mendraz et Villars-Tiercelin pour former la nouvelle commune de Jorat-Menthue.

## Démographie
Sottens compte 155 habitants en 1764, 211 en 1850, 195 en 1900, 181 en 1950 et 210 en 2000.

### Gentilé et sobriquet
Les habitants de Sottens sont nommés les Sottanais ou les Sottenois. Ils sont surnommés Les Sottes-Gens ou Lè Rondze-Tsin, (les Ronge-chiens en patois vaudois).

## Industrie
Un émetteur radio en onde moyenne se trouve sur le territoire de la commune, l'émetteur de Sottens. Mis en service le 23 avril 1931 et classé comme bien culturel suisse d'importance nationale, l'émetteur est arrêté définitivement dans la nuit du 5 au 6 décembre 2010.